# Adrian Gurvitz
Adrian Gurvitz (* 26. Juni 1949 in London, England) ist ein britischer Rock- und Jazzgitarrist sowie -sänger.

## Leben und Wirken
Gurvitz kam früh mit Musik in Berührung, da sein Vater Roadie bei den Shadows und später Tourmanager sowohl von Cliff Richard als auch der Kinks war. Im Jahr 1968 gründete er mit seinem Bruder Paul (Bass) eine Band mit dem Namen The Gun, wobei beide unter dem Familiennamen „Curtis“ auftraten. Ihre erste Single Race with the Devil wurde zum einzigen Hit. Das Lied wurde jedoch 1977 in einer Version von Black Oak Arkansas ein noch größerer Erfolg.
Nach zwei relativ erfolglosen Alben trennte sich die Gruppe wieder. Die beiden Brüder gründeten dann die kurzlebige Formation Three Man Army, bevor sie 1974 mit dem Schlagzeuger Ginger Baker als Baker Gurvitz Army drei Alben einspielten. In der Zeit nahmen die Brüder auch mit dem Moody-Blues-Schlagzeuger Graeme Edge als Graeme Edge Band zwei Platten auf.
Anschließend ging Gurvitz nach Kalifornien und veröffentlichte dort mit Musikern von Toto und Earth, Wind and Fire ein wenig erfolgreiches Soloalbum. Gemeinsam mit seinem Bruder Paul spielte er dann 1982 das Album Classic ein. Der gleichnamige Titelsong wurde ein Top-Ten-Hit in Großbritannien. Er wurde ein One-Hit-Wonder.
1989 zog er nach Los Angeles und wurde Komponist bei einem Plattenlabel, bei dem er unter anderem Songs für Eddie Money und Kenny G schrieb. Ab den 1990er-Jahren wandte er sich dem Jazz zu.